# Enganyapastors trident
Hydropsalis climacocerca és una espècie d'ocell de la família dels caprimúlgids (Caprimulgidae) que habita boscos de ribera i altres formacions forestals del sud-est de Colòmbia, sud de Veneçuela, Guaiana, est de l'Equador i del Perú, nord de Bolívia i Brasil amazònic.